# 弗里克·范德瓦尔特
弗里克·范德瓦尔特（荷蘭語：Freek van der Wart，1988年2月1日—），荷兰男子短道速滑运动员，2012年世界短道速滑锦标赛男子5000米接力银牌得主、2013年世界短道速滑锦标赛男子500米和男子5000米接力铜牌得主、2014年世界短道速滑锦标赛男子5000米接力金牌得主、2015年世界短道速滑锦标赛男子5000米接力铜牌得主。